# Centro Grau-Garriga de Arte Textil Contemporáneo
El Centro Grau-Garriga de Arte Textil Contemporáneo (en catalán: Centre Grau-Garriga d'Art Tèxtil Contemporani) es un centro de arte textil contemporáneo situado en San Cugat del Vallés, en la antigua masía remodelada de Cal Quitèria. Se trata del primer centro de arte textil contemporáneo de todo el estado español. Es el resultado del proyecto originario de Josep Grau-Garriga y de la voluntad de la ciudad de San Cugat de promover y difundir el arte textil contemporáneo. El proyecto de musealización y el comisariado de la exposición fue realizada por la historiadora y crítica del arte, Pilar Parcerisas. El equipamiento se plantea con el objetivo de ser un centro de arte activo dedicado a la promoción de la obra de Josep Grau-Garriga, así como, la difusión y conocimiento de la Escuela Catalana del Tapiz y del arte textil en todas sus corrientes internacionales. La exposición inaugural fue Cien años de tapiz en Sant Cugat . 

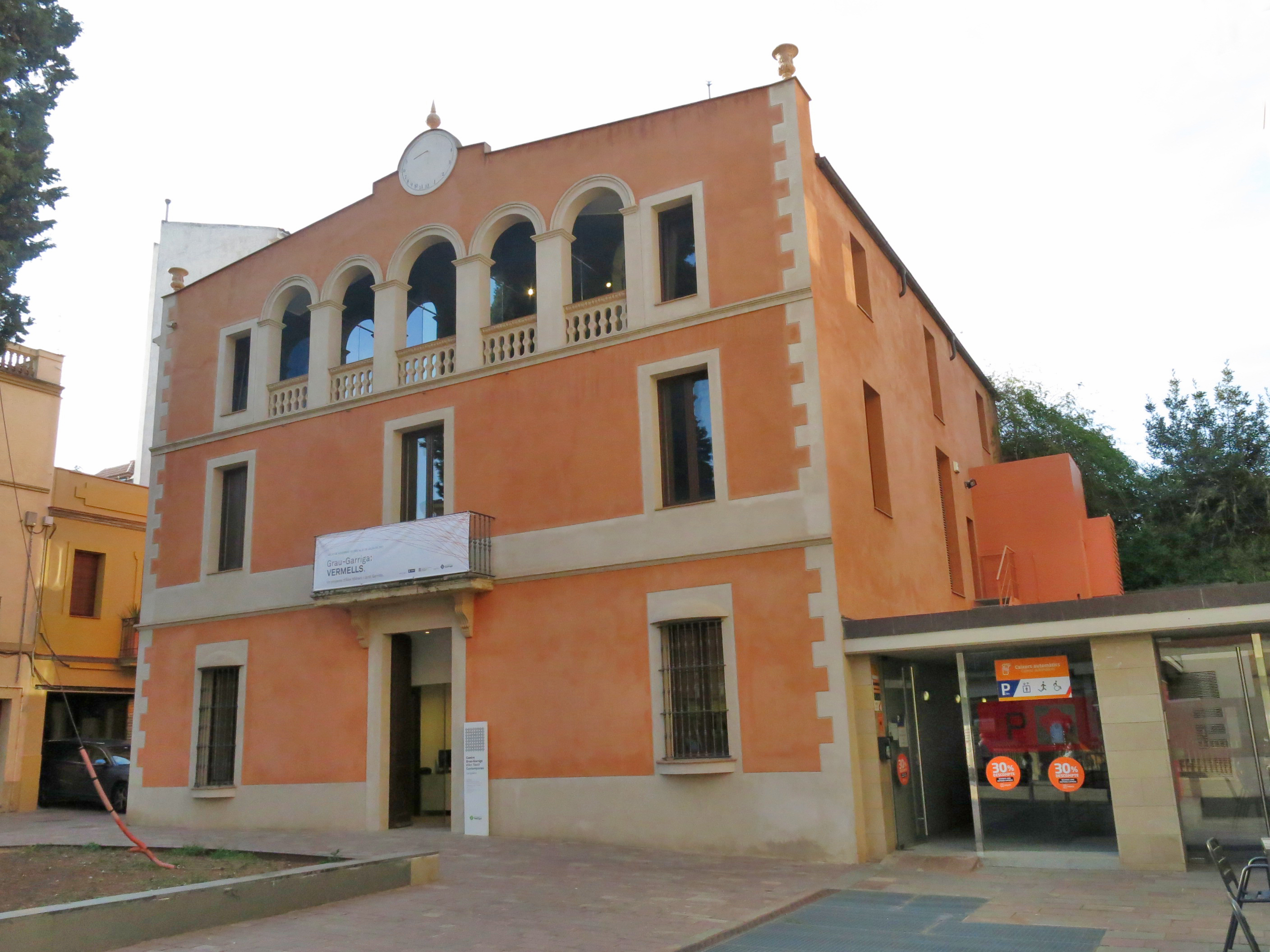
Cal Quitèria, sede del Centro Grau-Garriga de Arte Textil Contemporáneo

## Historia
Durante el siglo XX la población de San Cugat ha estado relacionada con el tapiz, el artista Josep Grau-Garriga fue uno de los principales impulsores de su revaluación como recurso expresivo de primer orden del arte contemporáneo a nivel internacional. Su obra forma parte de las colecciones de los museos más prestigiosos de mundo: MoMA (Nueva York), Museo de Arte Rufino Tamayo (México DF), Museo de Arte Moderno de París y en el MACBA, entre otros. Junto con otros nombres que se inscribieron en la Escuela Catalana del Tapiz, fueron la generación que sacaron el tapiz del muro para transformarlo en algo más escultórico.